# Тюфяк (оружие)
Тюфя́к (из др.-вост.-тюрк. tüfäk, тур. tüfenk, tüfäk — «трубка, ружьё, аркебуза») — один из ранних типов огнестрельного оружия.
Ранее в старину род пушки (гаубицы), либо фалконета, пищали, в Сибири тюфяк стрельное орудие или приступный снаряд, пускающий по многу крупных стрел одним спуском. Пушкарь при пушке тюфяке — Тюфянче́й.

## История
Слово имеет восточное происхождение и на западе не известно, однако подобное оружие применялось не только на Востоке, но и в Европе. В азербайджанском языке есть аналогичное слово (азерб. tüfəng) и сейчас обозначает ружье, причем первое его упоминание относится к эпохе Физули (XVI век). Однокоренное слово для обозначения ружья есть и в иранском языке: перс. تفنگ‎.
Первое упоминание о тюфяках, наряду с пушками, относится к обороне Москвы от войск Тохтамыша в 1382 году и является наиболее ранним свидетельством о применении огнестрельного оружия на Руси. Предположительно тюфяки оказались в Москве в качестве трофеев после похода на Булгар в 1376 году .
С этого времени и до XVII века они применялись в качестве городской артиллерии; с 1408 года тюфяки упоминаются и в качестве походной артиллерии для нападения на города, в этом качестве они перестали употребляться в конце XV века. В 1480 году, во время противостояния на реке Угре с ордой хана Ахмата, московская рать, как сообщает Вологодско-Пермская летопись, «начаша стрелы пущати и пищали и тюфяки и бишася четыре дни».
В 1582 году из 622 русских орудий, находящихся в ливонских городах, был 61 тюфяк (9,8 %). Во второй четверти XVII века среди 2637 орудий 50 русских городов было 88 бронзовых и 46 железных тюфяков (5,4 %). Их число в каждом укреплении, как правило, не превосходило 10. С середины XVII века потребность в этом оружии снижается, его перестают поставлять в новые города.
Практически во всех документах XVI—XVII веков тюфяки названы «дробосечными», то есть стреляли из них т. н. «дробосечным железом». Они имели ствол конической формы для веерного разлёта дроби. Стволы тюфяков, изготовленных около 1610 года в Соловецком монастыре, в длину достигают 92—107 см, а их диаметр у дульного среза — 22—30 см. В описи 1582 упоминаются тюфяки с длиной ствола от 2 до 4 пядей; в документах XVII века — от 40 до 130 см, с шириной ствола 17—35 см, весом 56—120 кг. Они, в большинстве случаев, устанавливались на колоды или козлы, реже — на колёсные лафеты.
Другой тип тюфяков, который, в связи с распространением длинноствольного оружия, практически исчезает после XV века — с цилиндрическим стволом для стрельбы ядрами. Однако ещё во второй четверти XVII века в описи из 134 тюфяков 13 принадлежали к этому типу — сообщён их калибр в 1/4, 1/2, 3/4 и 2 1/4 гривенки (4—8,5 см). В «Описной книге пушек и пищалей» записан «тюфяк медяной, старой, двух пядей, к нему 5 ядер каменных». В этом же веке в Старице находились тюфяки со стволами общей длиной 144—205 см и калибром около 5 см.